# A magyar női labdarúgó-válogatott mérkőzései 2013-ban
A magyar női labdarúgó-válogatott 2013 márciusában részt vett az Algarve-kupán Portugáliában és a tizedik helyen végzett. Ősszel három világbajnoki selejtezőt vívott a 2015-ös világbajnokságra, mely Kanadában kerül megrendezésre.
Szövetségi edző:
- Vágó Attila

## Mérkőzések
| 206. mérkőzés 2013. március 6. Algarve-kupa | Magyarország | 0 – 1                       | Mexikó      | Ferreiras Játékvezető: Esther Staubli (SUI) |
| 206. mérkőzés 2013. március 6. Algarve-kupa |              | 0 – 0 Részletek Jegyzőkönyv | Cuéllar 49' | Ferreiras Játékvezető: Esther Staubli (SUI) |

| 207. mérkőzés 2013. március 8. Algarve-kupa | Portugália | 0 – 2                       | Magyarország              | Vila Real de Santo António Játékvezető: Pernilla Larsson (SWE) |
| 207. mérkőzés 2013. március 8. Algarve-kupa |            | 0 – 1 Részletek Jegyzőkönyv | Vágó 27' 90+1' (11-esből) | Vila Real de Santo António Játékvezető: Pernilla Larsson (SWE) |

| 208. mérkőzés 2013. március 11. Algarve-kupa | Wales   | 1 – 1                       | Magyarország | Quarteira Játékvezető: Therese Sagno (GUI) |
| 208. mérkőzés 2013. március 11. Algarve-kupa | Ward 8' | 1 – 0 Részletek Jegyzőkönyv | Csiszár 76'  | Quarteira Játékvezető: Therese Sagno (GUI) |

| 209. mérkőzés 2013. március 13. Algarve-kupa | Magyarország         | 1 – 4                       | Izland                                                         | Parchal Játékvezető: Liang Qin (CHN) |
| 209. mérkőzés 2013. március 13. Algarve-kupa | Pádár 89' (11-esből) | 0 – 1 Részletek Jegyzőkönyv | Gunnarsdóttir 11' Hönnudóttir 54' Ómarsdóttir 81' Jessen 90+3' | Parchal Játékvezető: Liang Qin (CHN) |

| 210. mérkőzés 2013. április 17. | Szlovénia      | 1 – 4                       | Magyarország                                 | Belatinc |
| 210. mérkőzés 2013. április 17. | Milenkovič 68' | 0 – 1 Részletek Jegyzőkönyv | Pádár 45' (11-esből) 57' Fogl 77' Tálosi 87' | Belatinc |

| 211. mérkőzés 2013. május 31. | Magyarország          | 4 – 0           | Wales | Gyirmót |
| 211. mérkőzés 2013. május 31. | Pádár Szabó B. Zeller | 2 – 0 Részletek |       | Gyirmót |

| 212. mérkőzés 2013. június 2. | Magyarország        | 2 – 1           | Wales | Lipót |
| 212. mérkőzés 2013. június 2. | Kaján 4' Zeller 73' | 1 – 0 Részletek | ?     | Lipót |

| 213. mérkőzés 2013. augusztus 20. Balaton Kupa | Magyarország          | 2–3                       | Szlovákia                              | Balatonfüred |
| 213. mérkőzés 2013. augusztus 20. Balaton Kupa | Smuczer 22' Pádár 37' | 2–1 Részletek Jegyzőkönyv | Klechová 18' Šušková 57' Ondrušová 63' | Balatonfüred |

| 214. mérkőzés 2013. augusztus 22. Balaton Kupa | Magyarország | 1–3                         | Csehország                    | Balatonfüred |
| 214. mérkőzés 2013. augusztus 22. Balaton Kupa | Kaján 88'    | 0 – 1 Részletek Jegyzőkönyv | Divišová 6' 82' Pivoňková 78' | Balatonfüred |

| 215. mérkőzés 2013. szeptember 3. | Magyarország                 | 3 – 2                       | Románia    | Gyula |
| 215. mérkőzés 2013. szeptember 3. | Pádár 8' Vágó 20' Szeitl 26' | 3 – 1 Részletek Jegyzőkönyv | ? 4' ? 53' | Gyula |

| 216. mérkőzés 2013. szeptember 5. | Magyarország                         | 5 – 1                       | Románia | Gyula |
| 216. mérkőzés 2013. szeptember 5. | Kaján 22' Vágó 73' 80' Pádár 82' 89' | 1 – 0 Részletek Jegyzőkönyv | ? 85'   | Gyula |

| 217. mérkőzés 2013. szeptember 25. | Magyarország | 0 – 4                       | Dánia                                         | Budapest, Hidegkuti Nándor Stadion Játékvezető: Gaál Gyöngyi (HUN) |
| 217. mérkőzés 2013. szeptember 25. |              | 0 – 3 Részletek Jegyzőkönyv | K. Nielsen 9' Harder 12' 46' Christiansen 32' | Budapest, Hidegkuti Nándor Stadion Játékvezető: Gaál Gyöngyi (HUN) |

| 218. mérkőzés 2013. október 26. vb-selejtező | Magyarország | 0 – 3                       | Ausztria                                   | Budapest, Bozsik József Stadion Játékvezető: Morag Pirie (SCO) |
| 218. mérkőzés 2013. október 26. vb-selejtező |              | 0 – 2 Részletek Jegyzőkönyv | Wenninger 7' Demeter 35' (öngól) Makas 55' | Budapest, Bozsik József Stadion Játékvezető: Morag Pirie (SCO) |

| 219. mérkőzés 2013. október 31. vb-selejtező | Magyarország                                         | 4 – 0                       | Bulgária | Budapest, Bozsik József Stadion Játékvezető: Linn Andersson (SWE) |
| 219. mérkőzés 2013. október 31. vb-selejtező | Szabó B. 4' Vágó 40' (11-esből) Sipos 71' Zeller 76' | 2 – 0 Részletek Jegyzőkönyv |          | Budapest, Bozsik József Stadion Játékvezető: Linn Andersson (SWE) |

| 220. mérkőzés 2013. november 23. vb-selejtező | Magyarország                              | 4 – 1                       | Kazahsztán       | Győr, ETO Park Játékvezető: Marte Sørø (NOR) |
| 220. mérkőzés 2013. november 23. vb-selejtező | Jakabfi 50' Kaján 54' Zeller 56' Vágó 64' | 0 – 1 Részletek Jegyzőkönyv | Kirgizbajeva 36' | Győr, ETO Park Játékvezető: Marte Sørø (NOR) |